# Aeschynomene tenuis
Aeschynomene tenuis är en ärtväxtart som beskrevs av August Heinrich Rudolf Grisebach. Aeschynomene tenuis ingår i släktet Aeschynomene och familjen ärtväxter. Inga underarter finns listade i Catalogue of Life.